# Joan de Tournai
|  | Per a altres significats, vegeu «Tournay». |

Joan de Tournai (segle xiv) fou un escultor i vidrier originari de Flandes, actiu a Girona durant els anys 20 del segle xiv. Fou un dels responsables de la introducció del nou llenguatge formal gòtic a Catalunya, juntament amb els altres mestres - de Guines, Montbray, Bonneuil, Saint-Quintin- també vinguts de França o Flandes. Es pot veure una escultura seva -Figura jacent de la reina Maria de Xipre- al Museu Nacional d'Art de Catalunya. També són obra seva el sepulcre d'Hug de Cardona, de la seva germana Brunisenda de Cervelló i el de Sant Narcís de l'església de Sant Feliu de Girona. realitzades totes amb alabastre gironí.